# Metamunna wilsoni
Metamunna wilsoni là một loài chân đều trong họ Paramunnidae. Loài này được Hooker miêu tả khoa học năm 1985.